# Groningen-Eeldes flygplats
Groningen Airport Eelde (IATA: GRQ, ICAO: EHGG) är en civil flygplats i Eelde utanför Groningen i Nederländerna. Flygplatsen används mest till chartertrafik, men har också några få reguljärflyg. 2018 betjänade flygplatsen cirka 240 000 passagerare. KLM Flight Academy håller till vid flygplatsen.

## Rutter
- AirX Charter Vintern 2021: Sälen[2]
- AIS Airlines (Köpenhamn, Münster-Osnabrück)
- Blue Islands (Guernsey)
- Corendon Airlines (Antalya, Kreta)
- Transavia.com (Faro, Kreta, Mallorca, Teneriffa)
- TUI Airlines (Gran Canaria) [3]